# Room 39
Room 39 (también llamada Buró 39, División 39, u Oficina 39) es una organización discreta norcoreana que busca maneras para mantener fondos de múltiples divisas extranjeras para el líder del país, Kim Jong-un.
Según algunas fuentes, la organización mantiene alrededor de 5.000 millones de dólares en fondos y puede estar involucrada en actividad ilegal del gobierno norcoreano, como la falsificación de billetes de 100 dólares, la producción de sustancias controladas (incluyendo la síntesis de la metanfetamina) y el fraude de seguros internacionales.
Aunque el aislamiento de Corea del Norte hace que sea difícil evaluar este tipo de información, muchos dicen que Room 39 es un aspecto crítico del poder de Kim Jong-un, que le permitió comprar poder político y la fundación del programa nuclear de Corea del Norte.
Se cree que Room 39 está ubicado dentro de las oficinas del Partido del Trabajo de Corea en Pionyang, no lejos de la villa de Kim.

## Historia
Room 39 fue establecido en la década de 1970. Ha sido descrito como el eje central de la llamada "economía de la corte" de Corea del Norte, centrada en la dinastía de Kim. El origen del nombre es desconocido.
A principios de 2010, una agencia de Corea del Sur reportó que Kim Dong-un, líder del departamento, era reemplazado por su asistente Jon Il-chun.
El Chosun Ilbo reportó que Room 38, liderado por Kim Jong-Il, se unió al Room 39 a finales de 2009, y ambas fueron separadas nuevamente en 2010 debido a dificultades relacionadas con divisas extranjeras.

## Propósito y actividades
Se sabe muy poco de Room 39 debido a la naturaleza secreta que rodea a la organización, que pone en duda incluso la propia existencia de tal departamento, pero se especula con que la organización usa de entre 10 a 20 cuentas bancarias en China y Suiza con el propósito de lavar dinero y otras transacciones ilícitas. También se dice que Room 39 está involucrada en el tráfico de drogas y en la venta ilegal de armas. Algunas fuentes afirman que la organización tiene 120 compañías extranjeras bajo su jurisdicción y bajo el control directo de Kim Jong-un. Las autoridades de Corea del Norte han negado tomar parte en alguna actividad ilegal. Según esta teoría conspirativa, Room 39 también está involucrado en el manejo de utilidades de divisas extranjeras de hoteles extranjeros en Pionyang, minería (oro y zinc), y exportaciones agropecuarias. Entre las compañías que se cree que controlan Room 39 están Zokwang Trading y Taesong Bank.
Un reporte de 2007 publicado por el "Millennium Project of the World Federation of United Nations Associations" declaró que Corea del Norte gana un estimado de 500 a 1.000 millones de dólares anualmente de compañías criminales.
En 2009, un reporte del Washington Post dio a conocer un esquema de fraudes en el sector de los seguros del Gobierno norcoreano. La compañía gubernamental "Korea National Insurance" buscó reasegurar contratos con aseguradoras internacionales y después presentó quejas fraudulentas; los contratos estaban regidos bajo leyes norcoreanas y las quejas legales resultaron imposibles.
También se cree que Room 39 opera una cadena de restaurantes norcoreanos llamada "Pyongyang".

### Trabajadores en el extranjero
Corea del Norte envía trabajadores a varios países extranjeros donde a menudo realizan los oficios más difíciles: construcción, sector primario, astilleros, etc. Estimados en 50,000 según la ONU, ven su salario confiscado por el régimen hasta un 70%. Para tener derecho a partir, debe estar casado y tener al menos un hijo que permanezca en Corea del Norte para evitar la fuga.

### Cibercriminalidad
La División 39 también se entrega al delito cibernético y se sospecha que está detrás del ciberviraje que convierte al banco central de Bangladés o al ransomware WannaCry con un ingreso estimado de 800 millones de dólares por año. También se cree que la División 39 está detrás del pirateo de plataformas de intercambio de criptomonedas, como Youbit o Coincheck. Alrededor de 6,000 hackers serían parte de esta división.

### Tráfico de marfil
Los diplomáticos norcoreanos en África son arrestados regularmente por tráfico de marfil de elefante y cuerno de rinoceronte. En 2015, por ejemplo, uno de ellos fue arrestado con 100 000 $ en efectivo y 4,5  kg de cuerno de rinoceronte.

## Room 39 en ficción
Room 39 aparece:
- Como un nivel inferior de la facción del enemigo en el videojuego Mercenaries: Playground of Destruction, donde es referido como la "División 39". También están involucrados en actividades ilegales similares.
- En la novela de Gérard de Villiers Le Défecteur de Pyongyang.
- En la novela de Timothy Hallinan The Fourth Watcher, un thriller relacionado con sindicatos criminales asiáticos.